# Communauté de communes du Bellegardois
La communauté de communes du Bellegardois est une ancienne communauté de communes française située dans le département du  Loiret en région Centre-Val de Loire.

## Historique
- 13 décembre 2004 : création de la communauté de communes

Dans une perspective de renforcement des intercommunalités, la loi du 7 août 2015 portant nouvelle organisation territoriale de la République, dite loi NOTRe , augmente le seuil démographique minimal de 5 000 à 15 000 habitants, sauf exceptions. Le Schéma départemental de coopération intercommunale du Loiret est arrêté sur ces bases le 30 mars 2016 et prévoit la fusion des communautés de communes du canton de Lorris, de Châtillon-Coligny et du Bellegardois. Sur les 38 communes constituant le regroupement, 5 émettent un avis défavorable (Mézières en Gâtinais, Moulon, Quiers-sur-Bezonde, Pressigny-les-Pins et Montereau) soit 2 748 habitants. Toutefois l'accord des communes sur la fusion proposée ayant été exprimé par la moitié au moins des conseils municipaux concernés, représentant la moitié au moins de la population totale du groupement, la fusion est prononcée par arrêté du 19 septembre 2016 avec effet au 1er janvier 2017, date à laquelle disparaît donc la communauté de communes du canton de Châtillon-Coligny.

## Composition
La Communauté de communes du Bellegardois, d'une superficie de 150 km2, est composé de douze communes
.
| Nom                     | Code Insee | Gentilé           | Superficie (km2) | Population (dernière pop. légale) | Densité (hab./km2) |
| ----------------------- | ---------- | ----------------- | ---------------- | --------------------------------- | ------------------ |
| Bellegarde (siège)      | 45031      | Bellegardois      | 4,93             | 1 743 (2014)                      | 354                |
| Auvilliers-en-Gâtinais  | 45017      | Auvillois         | 20,61            | 370 (2014)                        | 18                 |
| Beauchamps-sur-Huillard | 45027      | Beauchampois      | 18,09            | 418 (2014)                        | 23                 |
| Chapelon                | 45078      | Chapelonais       | 6,52             | 274 (2014)                        | 42                 |
| Fréville-du-Gâtinais    | 45150      | Frévillois        | 9,77             | 186 (2014)                        | 19                 |
| Ladon                   | 45178      | Ladonnais         | 13,75            | 1 391 (2014)                      | 101                |
| Mézières-en-Gâtinais    | 45205      | Macériens         | 9,86             | 266 (2014)                        | 27                 |
| Moulon                  | 45219      | Moulonois         | 9,40             | 205 (2014)                        | 22                 |
| Nesploy                 | 45223      | Nesployois        | 12,87            | 389 (2014)                        | 30                 |
| Ouzouer-sous-Bellegarde | 45243      | Oratoriens        | 11,57            | 308 (2014)                        | 27                 |
| Quiers-sur-Bezonde      | 45259      | Quierois          | 16,61            | 1 164 (2014)                      | 70                 |
| Villemoutiers           | 45339      | Villamonastériens | 16,18            | 479 (2014)                        | 30                 |

## Compétences
- Aménagement de l'espace communautaire
- Développement économique
- Protection et mise en valeur de l'environnement
- Politique du logement et du cadre de vie
- Création, aménagement et entretien de la voirie
- Acquisition, construction, réalisation, entretien et fonctionnement d'équipements culturels, sportifs, touristiques et de loisirs d'intérêt communautaire
- Action sociale
- Soutien aux collégiens en matière éducative, culturelle, sportive et en matière de logistique des transports